# Lijst van beschermd erfgoed in Graven
Onderstaande tabel geeft een overzicht van de beschermde erfgoederen in de gemeente Graven. Het beschermd erfgoed maakt onderdeel uit van het cultureel erfgoed in België.
| Object | Bouwjaar/architect | Deelgemeente | Adres                              | Coördinaten                   | Nummer?                | Afbeelding                                                                                   |
| --- | ------------------ | ------------ | ---------------------------------- | ----------------------------- | ---------------------- | -------------------------------------------------------------------------------------------- |
| Domein van Savenel |                    |              | Nethen                             | 50° 47' 18" NB, 4° 40' 19" OL | 25037-CLT-0001-01 Info | Domein van Savenel                                                                           |
| Orgels van de kerk Notre-Dame de Bossut |                    |              | Bossut-Gottechain                  | 50° 45' 42" NB, 4° 41' 41" OL | 25037-CLT-0002-01 Info |                                                                                              |
| Kerk Notre-Dame de l'Assomption en het enseble van de kerk en diens omgeving |                    |              | Bossut-Gottechain                  | 50° 45' 42" NB, 4° 41' 41" OL | 25037-CLT-0005-01 Info |                                                                                              |
| Ensemble van het kasteel van Florival en diens omliggende terreinen |                    |              | Grez-Doiceau                       | 50° 45' 37" NB, 4° 39' 8" OL  | 25037-CLT-0006-01 Info | Ensemble van het kasteel van Florival en diens omliggende terreinen                          |
| Totaliteit van de kerk Saint-Georges, met de orgels die als gebouwonderdeel worden beschouwd                                                                                                   |                    |              |                                    | 50° 44' 17" NB, 4° 41' 48" OL | 25037-CLT-0007-01 Info | Totaliteit van de kerk Saint-Georges, met de orgels die als gebouwonderdeel worden beschouwd |
| Ensemble van het kerkplein van de kerk Saint-georges en het openbare plein |                    |              | Grez-Doiceau                       | 50° 44' 19" NB, 4° 41' 44" OL | 25037-CLT-0008-01 Info |                                                                                              |
| Totaliteit van de gevels en daken van de pastorie van de parochie Saint-Georges |                    |              | Grez-Doiceau                       | 50° 44' 18" NB, 4° 41' 47" OL | 25037-CLT-0009-01 Info |                                                                                              |
| De vier belangrijkste gebouwen die het ensemble vormen van de molen de Chapelle, de machinerie, het rad, de muren en geplaveide binnenplaats en het ensemble van deze gebouwen en hun omgeving |                    |              | Biez                               | 50° 43' 55" NB, 4° 43' 54" OL | 25037-CLT-0010-01 Info |                                                                                              |
| Marais de Laurensart |                    |              |                                    | 50° 43' 50" NB, 4° 38' 7" OL  | 25037-CLT-0012-01 Info |                                                                                              |
| Middeleeuwse motte van Nethen en een beschermingszone |                    |              |                                    | 50° 47' 4" NB, 4° 40' 31" OL  | 25037-CLT-0013-01 Info |                                                                                              |
| Oude mottekasteel |                    |              | Grez-Doiceau                       | 50° 44' 46" NB, 4° 39' 37" OL | 25037-CLT-0014-01 Info |                                                                                              |
| Orgel van de kerk Saint-Pierre |                    |              | rue du Mont n°1 à Archennes        | 50° 45' 5" NB, 4° 40' 17" OL  | 25037-CLT-0015-01 Info | Orgel van de kerk Saint-Pierre                                                               |
| Orgel van de kerk Saint-Antoine |                    |              | rue Constant Wauters n°16a, Pécrot | 50° 46' 18" NB, 4° 39' 3" OL  | 25037-CLT-0016-01 Info |                                                                                              |
| Een deel van het Meerdaalbos op Franstalig grondgebied |                    |              |                                    | 50° 47' 37" NB, 4° 40' 52" OL | 25037-CLT-0017-01 Info |                                                                                              |
| Het buffet en het orgel van de kerk Notre-Dame de l'Assomption |                    |              |                                    | 50° 45' 42" NB, 4° 41' 41" OL | 25037-PEX-0001-01 Info |                                                                                              |